# Kattowitzer AG für Bergbau und Eisenhüttenbetrieb
Die Kattowitzer AG für Bergbau und Eisenhüttenbetrieb war ein oberschlesisches Montanunternehmen.

## Geschichte

### Anfänge bis 1922
Die Gesellschaft „Kattowitzer AG für Bergbau und Eisenhüttenbetrieb“ (Abkürzung KAG) wurde am 23. September 1872 gegründet und am 4. Dezember 1893 in „Bismarckhütte“ umbenannt. Sie übernahm als Einlage von Graf Franz Hubert von Tiele-Winckler Steinkohlenbergwerke, Eisenhütten, Eisenerzförderungen, Grundstücke und Berechtigungen sowie vom Rittergutsbesitzer von Löbbecke 348 Kuxe des Bergwerks Mysłowice. Die Gesellschaft betrieb die Steinkohlenbergwerke Florentine, Ferdinand, Mysłowice, Neu Przemba, Carlssegen, Leopoldina und Jakob. Um die AG im Hinblick auf die Steinkohlenförderung auf eine breitere Grundlage zu stellen, übernahm sie 1906 die Hälfte der Preußengrube, 1912 deren restliche Anteile. An Hütten wurden in die Gesellschaft die Hubertus- und die Marthahütte eingebracht.
Da das Aufkommen an Eisenerzen durch die Förderung im Bereich der Stadt Tarnowitz nicht ausreichte, wurden im Jahr 1900 in Ungarn drei Erzgruben erworben.

### Die 1920er Jahre
Am Ende des Ersten Weltkriegs wurde nicht nur ein eigenständiger Staat Polen wiederhergestellt, sondern es zeichnete sich auch eine Abtretung größerer Teile Oberschlesiens an diesen neuen Staat ab. Deshalb waren zahlreiche schlesische Unternehmer wie die Grafen Schaffgotsch, Georg von Giesche Erben und die Familie Tiele-Winckler daran interessiert, ihren Besitz entweder zu veräußern oder in Rechtsformen zu überführen, die sie vor einer Zwangsenteignung durch den polnischen Staat schützten. So erwarb z. B. 1921 die Charlottenhütte, die sich zu 100 % im Besitz von Friedrich Flick befand, 53 % des Aktienkapitals der Bismarckhütte in Chorzów und übertrug diese Aktien sofort auf die drei Holdinggesellschaften "Metafina", "Nedehand" und "Commerce", die in den Niederlanden ihren Sitz hatten. Dieses Engagement Friedrich Flicks in Oberschlesien setzte sich in den folgenden Jahren fort.
Bedingt durch die Teilung Oberschlesiens 1922 ergab sich für viele Montanunternehmen die Situation, dass ein Teil ihrer Besitzungen in West-, ein anderer in Ostoberschlesien lag. Oft waren auch Steinkohlenbergwerke und Hüttenwerke desselben Unternehmens durch die neue deutsch-polnische Grenze voneinander getrennt.
In dieser Situation ergriff Friedrich Flick die Gelegenheit, sein Engagement in Oberschlesien auszubauen. Er richtete sein Augenmerk dabei auf die Kattowitzer AG, deren Besitzungen mit Ausnahme der Preußengrube vollständig in Polnisch Oberschlesien lagen. Durch Kontakte mit der Familie Tiele-Winckler gelang es ihm und seinen Unterhändlern im Herbst 1921, ein größeres Aktienpaket an der KAG zu erwerben. Obwohl die im Westen liegende Preußengrube schon zuvor aus der KAG ausgegliedert und in eine eigenständige AG mit Sitz in Berlin überführt worden war, wurde Flick auch dort de facto Eigentümer, weil das Bergwerk an die Oberschlesische Eisenindustrie AG (Obereisen) verkauft worden war und er sich auch bei diesem Unternehmen finanziell engagiert hatte.
In den Jahren der Hyperinflation und der sich anschließenden Konsolidierung kam es zu zahlreichen Verschiebungen in den Beteiligungen an den oberschlesischen Montanunternehmen. Zwischenzeitlich seine Anteile an der Bismarckhütte und an der Kattowitz-AG verringernd, kontrollierte Friedrich Flick über die Charlottenhütte 1929 wieder 80 % des Kattowitzer Kapitals.

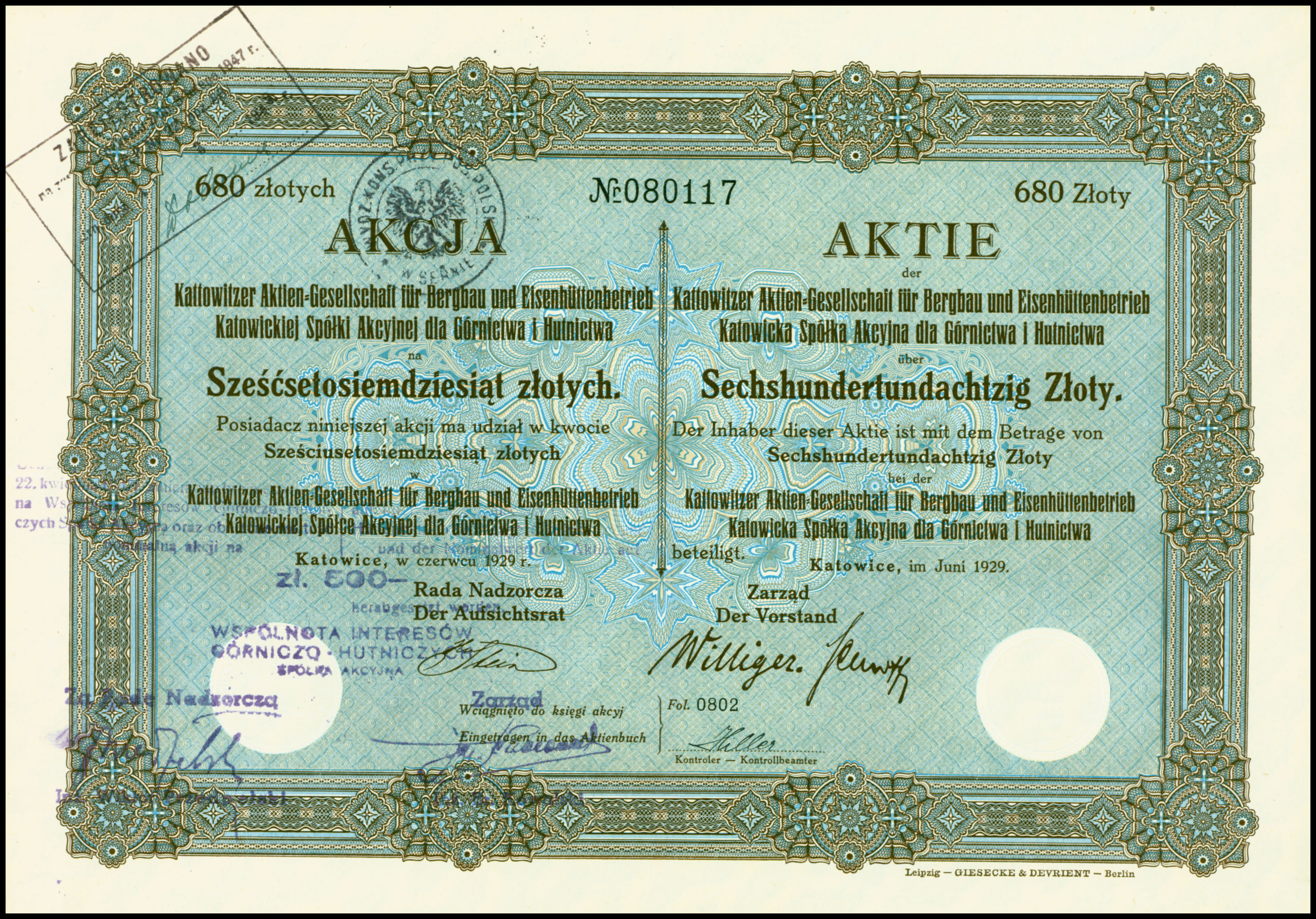
Aktie über 680 Złoty der Kattowitzer AG für Bergbau und Eisenhüttenbetrieb vom Juni 1929

Im Jahr 1926 spitzte sich sowohl bei der Kattowitzer AG als auch bei der Vereinigten Königs- und Laurahütte (Abkürzung im Börsenjargon "Königslaura") die wirtschaftliche Situation dadurch zu, dass die polnische Regierung durch neue Steuergesetze die Ertragslage der Unternehmen weiter belastete. Friedrich Flick sah eine Lösung darin, eine Interessengemeinschaft zwischen beiden Unternehmen zu bilden und so Synergieeffekte erzielen zu können. Weil sich zu diesem Zeitpunkt die Eigentümerstruktur der Königslaura im Fluss befand und sich die böhmischen Industriellen Weinmann und Bosel von ihren Anteilen trennen wollten, gründete Flick mit Unterstützung des Deutschen Reiches und Preußens im Juni 1925 in Basel die Fiduciaire Industrielle S.A. Ihr gehörten 80 % der KAG und diejenigen Teile von Königslaura, die sich zuvor im Besitz der böhmischen Industriellen befunden hatten.
Als sich bis zum Jahr 1929 die Ertragssituation der Unternehmungen in Polnisch Oberschlesien nicht nachhaltig gebessert hatte, kam es zunächst zu einem Zusammenschluss der Bismarckhütte und der Kattowitzer AG zur sogenannten „neuen“ Kattowitzer AG und zur Schaffung einer Interessengemeinschaft zwischen dieser neuen Gesellschaft und der Königslaura. Die Anteile dieser Produktionsgesellschaften lagen aber nicht mehr bei der schweizerischen Fiduciaire, sondern bei einer amerikanischen Holding namens „Consolidated Silesian Steel Corporation“.

### Die IG Kattowitz und das Ende
Im November 1935 kam es aufgrund der völlig desolaten wirtschaftlichen Lage der IG Kattowitz-Königslaura zu Verhandlungen zwischen Deutschland und Polen über die Beendigung des wirtschaftlichen Engagements Deutschlands in dem genannten Unternehmen. Die auf deutscher Seite von Alfred Rhode geführten Verhandlungen wurden im Juli 1936 abgeschlossen. „Zu einem Gesamtpreis von 80 Mio. zł gaben die deutschen Besitzer bzw. ihre Holdinggesellschaften die Aktien der KAG und Königslaura an eine polnische Staatsgesellschaft ab.“ Beide Gesellschaften wurden liquidiert.
Obwohl es auffällig ist, dass mit der Preußen-, der Ferdinand- und der Myslowitzgrube drei bedeutende Bergwerke der "alten" KAG mit dem Beginn des Zweiten Weltkriegs in die Hände der Reichswerke Hermann Göring gerieten, dürfte dies kaum mit den Beziehungen zwischen dem Deutschen Reich und den westdeutschen Industriellen zusammenhängen. Vermutlich waren die Leistungsfähigkeit der Gruben und die Tatsache ausschlaggebend, auf Alteigentümer wie die Erben Schaffgotsch, Ballestrem und Giesche keine Rücksicht nehmen zu müssen.